# Bad Weather
Bad Weather is een nummer van de Amerikaanse groep The Supremes. Het nummer was een afsluiting op meerdere gebieden. Het was namelijk het laatste nummer dat de top 40 in het Verenigd Koninkrijk bereikte, zelfs het laatste nummer dat überhaupt de poplijst in Groot-Brittannië haalde. Ook was Bad Weather het laatste nummer waar zowel toenmalig leadzangeres Jean Terrell als achtergrondzangeres Lynda Laurence, vervangster van Cindy Birdsong, te horen was. Terrell werd hierna vervangen door Scherrie Payne en Birdsong kwam weer terug in de groep en nam zo de plaats van de vertrekkende Laurence in.
Bad Weather werd geschreven door Stevie Wonder en de broer van Lynda Laurence, Ira Tucker. De productie lag alleen in de handen van Wonder. Het nummer maakte geen deel uit van een album. Het was, net als The Happening uit 1967, een van de weinige singles van de groep die niet van een album af kwam. Bad Weather verscheen voor het eerst op een album in 1978, op At Their Best, een verzamelalbum van The Supremes met daarop hun beste nummers uit de jaren zeventig.

## Bezetting
- Lead: Jean Terrell
- Achtergrondzangeressen: Mary Wilson en Lynda Laurence
- Schrijvers: Stevie Wonder en Ira Tucker
- Productie: Stevie Wonder